# Mînia (film din 1978)
Mînia, menționat în unele surse ca Mânia, este un film românesc din 1978 regizat de Mircea Veroiu. Rolurile principale au fost interpretate de actorii Mihai Mereuță, Viorel Comănici și Gheorghe Nuțescu.

## Distribuție
Distribuția filmului este alcătuită din:
- Mihai Mereuță — nea Constantin Tănase, meșter cioplitor în lemn
- Viorel Comănici — Ștefan (badea Fănică), fiul meșterului, muncitor tipograf arestat de jandarmi ca instigator pentru că a citit țăranilor broșuri despre învoielile agricole
- Gheorghe Nuțescu — Scarlat Protopopescu, vechilul moșiei Halunga
- Mircea Albulescu — Popa Bujor, preotul satului, care se alătură răzvrătiților
- Petre Tanasievici — Lazăr, răsculatul deținut care a evadat din tren
- Florin Codre — lt. Alexandru Tănase, fiul meșterului, care a ajuns concubinul moșieriței și ofițer de cavalerie
- Mitică Popescu — Grigore, fiul meșterului, care a fost schilodit de glontele vechilului
- Florin Zamfirescu — Niculaie Puhaci, soțul Mariei, ginerele meșterului
- Alexandru Lungu — Hodoroabă, învățătorul satului
- Silvia Popovici — Henriette („Hareta”) Halunga, proprietara despotică a moșiei
- Maria Ploae — Raluca, fata meșterului, cameristă la moșie, care a fost sedusă și abandonată de băiatul vechilului
- Adina Popescu — Gabriela („Gabi”) Halunga, sora mai mică a moșieriței, soția vechilului
- Dorel Vișan — maiorul de cavalerie, comandantul escadronului trimis la Halunga
- Ștefan Velniciuc — lt. Chiriacescu, un ofițer de cavalerie galant
- Emil Mureșan — Cezar, fiul vechilului
- Constantin Sasu
- Eugenia Bosînceanu — soția meșterului Tănase
- Raluca Zamfirescu
- Hamdi Cerchez — Achim, contabilul moșiei Halunga
- Ion Niciu — mr. Mareș, comandantul garnizoanei orașului
- Viorel Baltag
- Constantin Florescu
- Mircea Dascaliuc
- Constantin Brînzea — muncitor tipograf
- Constantin Dinescu — prefectul județului
- Adrian Pintea — băiatul cu pasărea
- Zephi Alșec — subprefectul județului
- Marga Anghelescu
- Miron Mihuț
- Costache Diamandi — funcționar prefectural
- Elena Vlaicu
- Virgil Dumitrescu
- Marius Rolea
- Dumitru Mircea
- Dan Ivănescu
- Tuliu Marcu
- Dan Bubulici
- Adrian Drăgușin
- Victor Vlase
- Tănase Cazimir (menționat Cazimir Tănase)
- Vasile Galan
- Niculae Urs (menționat Nicolae Urs)
- Valentina Livinț
- Corneliu Dumitrescu
- Teodor Brădescu
- Alexandru Condurache
- Ion Chelaru — ceferistul care îi ajută pe țărani să evadeze
- Teodor Buzea
- Alexandra Ghilia
- Ovidiu Gherasim
- Ion Maydick
- Ion Pascu
- Ion Plăieșanu
- Marin Alexandrescu
- Simion Hetea
- Petre Bokor
- Nicolae Horea
- Paul Fister
- Dumitru Ghiuzelea
- Aurel Grușevschi
- Ion Polizache
- Vasile Popa — sergent de cavalerie

## Primire
Filmul a fost vizionat de 1.330.575 de spectatori în cinematografele din România, după cum atestă o situație a numărului de spectatori înregistrat de filmele românești de la data premierei și până la data de 31 decembrie 2014 alcătuită de Centrul Național al Cinematografiei.